# Slot Waldthausen
Het Slot Waldthausen (Duits: Schloss Waldthausen) is een representatieve stadsvilla in het Lennebergwald tussen Mainz en Budenheim in het Landkreis Mainz-Bingen in de Duitse deelstaat Rijnland-Palts. Het slot en enkele nevengebouwen werden tussen 1908 en 1910 in opdracht van vrijheer Martin Wilhelm von Waldthausen (1875–1928) door de architect Hans Bühling gebouwd.

## De bouw
Het slot werd gebouwd in opdracht van Martin Wilhelm von Waldthausen, telg uit een voorname familie van industriëlen uit Essen. Von Waldthausen was ritmeester in een in Mainz geplaatst huzarenregiment. Hij besloot in 1907 in het Lennebergwald bij Budenheim op een markante bergkam boven de linker Rijnoever voor zichzelf en zijn gezin een slotachtige villa te bouwen. De vrijheer gaf zijn architect Hans Bühling de opdracht een slot te bouwen naar het voorbeeld van het residentiële slot in Posen, dat keizer Wilhelm II daar in de jaren 1905-1913 liet bouwen.
In 1908 kocht Von Waldthausen voor ruim 161.000 Mark van de gemeente Budenheim circa 9 hectare grond van het Lennebergwald aan. Nog in december van hetzelfde jaar gingen de bouwwerkzaamheden van start. In januari 1910 kwam het gebouw gereed, evenals een machinegebouw met werkplaats, een poortwoning, een gebouw voor de stallen, een koetshuis, een washuis en woongebouwen voor het personeel.
Het slot is architectonisch geïnspireerd op een staufisch paleis en bezit een bergfriedachtige vierkante toren. Het gehele complex is met zijn historiserende bouwstijl karakteristiek voor de latere fase van het Duitse Keizerrijk. Buiten het prachtige exterieur werd ook het interieur bijzonder pronkzuchtig ingericht. Talrijke ambachtslieden in Mainz en Rijn-Hessen profiteerden van de bouw van het slot en de inrichting ervan. Bij de inrichting van het grote park en de vormgeving van de slottuin met vijver werden meerdere kwekerijen ingeschakeld. De totale kosten voor de bouw van het complex en de aanleg van de omgeving bedroegen het voor die tijd astronomische bedrag van 18 miljoen Mark.
In 1913 verwierf Von Waldthausen nog meer delen van het Lennebergwald om zo meer privacy te creëren. Hiertoe behoorde ook het in 1840 gebouwde boswachtershuis Ludwigshöhe, dat zich later tot een geliefde uitspanning ontwikkelde. De vrijheer liet het boswachtershuis afbreken en naast de beide Wendelinuskapellen in het Lennebergwald herbouwen.
Tijdens het begin van de Eerste Wereldoorlog verlieten Von Waldthausen en zijn gezin Duitsland. Voortaan leefden zij in Zwitserland en Liechtenstein. De vrijheer heeft zijn slot nooit weer bezocht.

## Na de Eerste Wereldoorlog
Na het einde van de Eerste Wereldoorlog werden er in 1919 kortstondig Franse troepen in het Slot Waldthausen ingekwartierd. Nog hetzelfde jaar vertrokken de troepen weer, nadat Von Waldthausen met diplomatieke steun van Zwitserland een einde aan de inkwartiering wist te bewerkstelligen.
Na de dood van Martin Wilhelm von Waldthausen (1928) en zijn vrouw Klara (1940), verkochten de erfgenamen in januari 1941 het complex en een groot deel van het bosgebied aan de Nationaal-Socialistische Volkswelvaart. Tijdens de Tweede Wereldoorlog werden de gebouwen gebruikt voor de opvang van door de oorlog getroffen vrouwen en kinderen.

## Na de Tweede Wereldoorlog
Na de Tweede Wereldoorlog werd het slot eerst door Amerikaanse en dan door Franse troepen in beslag genomen. De militaire gouverneur voor de Franse bezettingszone in Duitsland, generaal Marie-Pierre Kœnig, liet Slot Waldthausen tot zijn residentie verbouwen. Na het vertrek van de Fransen kregen de gebouwen een overheids- respectievelijk militaire bestemming.
In 1978 verwierf de stad Mainz het slot met het omliggende gebied. Het hele slotcomplex werd onder monumentenzorg geplaatst. De stad Mainz verkocht in december 1982 het complex aan een bancaire instelling, die het slot renoveerde en er vanaf 1988 een vormings- en ontmoetingscentrum vestigde. Het bestuur van de bank zetelt in de nieuwbouw van het slotpark. Sindsdien zijn de tuin- en parkvoorzieningen vrij toegankelijk voor het publiek. Ook in het slot zelf worden voor het publiek regelmatig tentoonstellingen, lezingen en lezingen georganiseerd.
Op het terrein bevindt zich ook een onderkomen voor het International Police Association.